# Instituto Universitario Italiano de Rosario
El Instituto Universitario Italiano de Rosario (IUNIR) es un Instituto universitario privado de la Argentina, cuya sede se encuentra en la ciudad de Rosario, Provincia de Santa Fe.

## Historia
A partir del año 1892, cuando un grupo de integrantes de la colectividad italiana de Rosario, preocupados por la salud de su prójimo fundan el Hospital Italiano Garibaldi, la complementación entre el ejercicio profesional y la formación científico académica de su cuerpo médico y de enfermeros, ha sido siempre un objetivo prioritario en esta centenaria institución.
Por ello, en 1997, luego de la sanción de la Ley de Educación Superior, se decidió convertir al prestigioso Hospital Escuela, formador de especialistas, en un moderno Hospital Universitario, que permita capitalizar así la experiencia adquirida durante más de un siglo de ardua labor.
La Sociedad de Beneficencia Hospital Italiano Garibaldi junto con la Asociación de Medicina del Hospital, actualizaron así el espíritu solidario de aquellos primeros inmigrantes que se brindaron generosa y desinteresadamente a su continuidad, y crearon el 20 de junio de 1997 la Fundación Universitaria Italiana de Rosario, con el objeto estatutario de "... participar en la creación y sostenimiento del Instituto Universitario Italiano de Rosario, destinado a la formación de profesionales en las distintas disciplinas de grado y postgrado". 
Mediante resolución 810 del 30 de agosto de 2006, la Fiscalía de Estado de la Provincia de Santa Fe aprobó la reforma de los Artículos 1 y 4 del Estatuto. La principal modificación fue el cambio de nombre a Fundación Instituto Universitario Italiano de Rosario (Fundación IUNIR), Esta reforma fue una exigencia del Ministerio de Educación de la República Argentina.
Este importante emprendimiento, a través de materias humanísticas, prácticas hospitalarias y un sistema tutorial permanente que permita estrecha el vínculo profesor-alumno, integrará la transferencia de los conocimientos de los profesionales del Hospital Italiano y la infraestructura en la que se desarrollan sus prácticas, para la formación de recursos humanos capacitados académica y humanamente.
El Instituto Universitario Italiano de Rosario, cuyo funcionamiento ha sido autorizado por decreto N° 197/01, firmado por el Sr. Presidente de la Nación el 15 de febrero de 2001, viene a completar la importante labor regional desplegada por la colectividad italiana en materia educativa, en las áreas pre-primaria, primaria, secundaria y terciaria.
A partir de la Resolución del Ministerio de Educación 768/01 el Instituto Universitario Italiano de Rosario ofrece carreras con títulos de validez nacional tales como grado de medicina y enfermería, postgrados en especialización, maestría en educación médica y doctorado en ciencias biomédicas.
Fue inaugurado oficialmente el 16 de marzo de 2001 por el Señor Presidente de la República Italiana Dr. Carlo Azeglio Ciampi.

## Carreras
- De Grado
  - Medicina
  - Licenciatura en Enfermería
  - Licenciatura en Psicología
  - Odontología
  - Licenciatura en Instrumentación Quirúrgica

- De Postgrado
  - Doctorado en Ciencias Biomédicas
  - Maestría en Educación Médica
  - Carreras de Especialización
    - Cardiología
    - Cirugía General
    - Cirugía Torácica y Cardiovascular
    - Ginecología y Obstetricia
    - Inmunología y Alergia
    - Nefrología
    - Neonatología
    - Pediatría
    - Terapia Intensiva
    - Urología
    - Hematología
    - Medicina Interna
    - Medicina Transfusional
    - Periodoncia
    - Ortodoncia y Ortopedia Maxilar